# پیتر پل فرناندز
پیتر پل فرناندز (انگلیسی: Peter Paul Fernandes; ۱۵ سپتامبر ۱۹۱۶ – ۲۴ ژانویهٔ ۱۹۸۱) بازیکن هاکی روی چمن اهل هند بود.
وی به‌همراه تیم ملی هاکی روی چمن مردان هند به قهرمانی بازی‌های المپیک تابستانی ۱۹۳۶ دست پیدا کرده‌است.